# Volvo Golf Champions 2012
De Volvo Golf Champions 2012 was een golftoernooi dat liep van 19 tot en met 22 januari 2012 en werd gespeeld op de Fancourt in Zuid-Afrika. Het toernooi maakte deel uit van de Europese PGA Tour 2012.

## Verslag
Paul Casey zal zijn titel niet komen verdedigen, want deze winter liep hij een schouderblessure op met snowboarden. Hij mag nog enkele weken niet spelen.
Ronde 1
Nicolas Colsaerts en Joost Luiten speelden samen. Colsaerts maakte tien birdies (zeven voor de laatste negen holes) en eindigde met -8 als clubhouse leader. Luiten maakte -4 en deelde even de 2de plaats met David Horsey. Ze werden enkele minuten later al ingehaald door Thomas Aiken toen die een birdie op hole 11 maakte. Bijna als laatste kwam Padraig Harrington binnen, er stond geen enkele bogey op zijn kaart totdat hij een dubbelbogey op de laatste hole maakte. Twintig van de vijfendertig spelers staan onder par.
Ronde 2
De spelers zijn opnieuw ingedeeld. Colsaerts speelt in de laatste partij met Branden Grace, die de leider is van de Race To Dubai, en Luiten speelt met David Horsey. Colsaerts had een slechte dag en stond na veertien holes op +5. Branden Grace en Thomas Aiken, die beiden op -5 begonnen, vochten om de eerste plaats. Na tien holes stonden ze weer gelijk totdat Grace nog birdies op hole 14, 15 en 16 maakte. Luiten vermeed bogeys tot hij bij de laatste hole kwam, daar viel een dubbelbogey en daarmee viel hij uit de top-10.
 Lee Slattery maakte een mooie ronde van -8 en steeg naar de derde plaats. Met -6 stonden zeven spelers op de 5de plaats : Colsaerts, Retief Goosen, Paul Lawrie, Alexander Norén, Louis Oosthuizen, Hennie Otto en Raphaël Jacquelin. Op -5 stonden drie spelers w.o. Joost Luiten.
Vrijdag werd door dezelfde professionals gelijktijdig een team-evenement gespeeld, waarbij ieder koppel een amateur meekreeg waarmee ze voor een teamscore speelden. Lee Slattery, Retief Goosen en de 50-jarige Britse amateur Mark VandenBerghe wonnen deze Pro-Am. De amateurs kwalificeerden zich hiervoor door bij de beste 18 te eindigen bij de Volvo World Golf Challenge die de twee voorgaande dagen op de Montague baan van Fancourt gespeeld werd. De winnende pro's kregen ieder een Volvo V60.
Ronde 3
Tijdens de derde ronde stonden Retief Goosen en Branden Grace met -10 een tijdlang samen aan de leiding, gevolgd door Charl Schwartzel, die na een ronde van -5 op -9 eindigde. Colsaerts eindigde echter met birdie-par-eagle en kwam ook op -10 terwijl Goosen een bogey op de laatste par 3 maakte en naar de derde plaats zakte. Joost Luiten had een zware dag met onder meer twee dubbelbogeys.
Ronde 4
Ernie Els maakte een laatste ronde van 67 en stond met -12 aan de leiding toen hij binnenkwam. Zes spelers waren nog in de baan. Een van hen was Colsaerts, die door een birdie op hole 15 ook op -12 kwam. Grace, die met Colsaerts speelde, maakte een birdie op hole 16 en kwam ook op -12. Beiden maakten een par op hole 17 dus de beslissing zou op de laatste hole vallen. In de partij voor hen speelde Retief Goosen, die met birdie-birdie eindigde en ook op -12 eindigde. 
Goosen en Els hadden dus -12 terwijl Colsaerts en Grace met -12 aan hole 18 begonnen. Colsaerts maakte een bogey en zakte naar de 4de plaats, de drie Zuid-Afrikaanse spelers moesten een sudden death play-off spelen op hole 18, een par 5. Grace was de enige die met 2 op de green lag, hij maakte een birdie en won.
Luiten had weer een vervelende dag met vijf bogeys en een dubbelbogey, hij maakte een ronde van +4.
- Leaderboard

| Naam                | Score R1 | Score R1 | Nr  | Score R2 | Score R2 | Totaal | Nr  | Score R3 | Score R3 | Totaal | Nr  | Score R4 | Score R4 | Totaal | Nr  |
| ------------------- | -------- | -------- | --- | -------- | -------- | ------ | --- | -------- | -------- | ------ | --- | -------- | -------- | ------ | --- |
| Branden Grace       | 68       | -5       | T2  | 66       | -7       | -12    | 1   | 75       | +2       | -10    | T1  | 71       | -2       | -12    | 1   |
| Ernie Els           | 71       | -2       | T11 | 71       | -2       | -4     | T15 | 71       | -2       | -6     | T8  | 67       | -6       | -12    | T2  |
| Retief Goosen       | 72       | -1       | T16 | 68       | -5       | -6     | T5  | 70       | -3       | -9     | T3  | 70       | -3       | -12    | T2  |
| Nicolas Colsaerts   | 64       | -9       | 1   | 76       | +3       | -6     | T5  | 69       | -4       | -10    | T1  | 72       | -1       | -11    | 4   |
| Charl Schwartzel    | 75       | +2       | T   | 67       | -6       | -4     | T   | 68       | -5       | -9     | T3  | 72       | -1       | -10    | 5   |
| José María Olazabal | 71       | -2       | T11 | 68       | -5       | -7     | 4   | 72       | -1       | -8     | 5   | 73       | par      | -8     | 6   |
| Raphaël Jacquelin   | 71       | -2       | T11 | 69       | -4       | -6     | T5  | 77       | +4       | -2     | T   | 69       | -4       | -6     | T7  |
| Louis Oosthuizen    | 69       | -4       | T5  | 71       | -2       | -6     | T5  | 72       | -1       | -7     | T6  | 74       | +1       | -6     | T7  |
| Thomas Aiken        | 68       | -5       | T2  | 70       | -3       | -8     | T2  | 77       | +4       | -4     | T11 | 72       | -1       | -5     | 9   |
| Paul Lawrie         | 72       | -1       | T   | 68       | -5       | -6     | T   | 74       | +1       | -5     | T   | 74       | +1       | -4     | T10 |
| Padraig Harrington  | 69       | -4       | T5  | 73       | par      | -4     | T15 | 70       | -3       | -7     | T6  | 76       | +3       | -4     | T10 |
| Lee Slattery        | 73       | par      | T22 | 65       | -8       | -8     | T2  | 77       | +4       | -4     | T11 | 74       | +1       | -3     | T11 |
| Thomas Bjørn        | 71       | -2       | T11 | 70       | -3       | -5     | T12 | 75       | +2       | -3     | T14 | 74       | +1       | -2     | T16 |
| David Horsey        | 69       | -4       | T5  | 72       | -1       | -5     | T12 | 76       | +3       | -2     | T17 | 73       | par      | -2     | T16 |
| Tom Lewis           | 68       | -5       | T2  | 74       | +1       | -4     | T15 | 77       | +4       | par    | 23  | 73       | par      | par    | 22  |
| Joost Luiten        | 69       | -4       | T5  | 72       | -1       | -5     | T12 | 77       | +4       | -1     | T19 | 77       | +4       | +3     | T26 |

| Leider |  | Toernooirecord |  | MC = missed cut = cut gemist |

## De spelers
Om deel te mogen nemen moet de speler sinds de vorige editie van dit toernooi op de Europese Tour gewonnen hebben of meer dan tien toernooien in totaal.
| - Thomas Aiken (*) - Thomas Bjørn (***) - S.S.P Chowrasia (*) - Darren Clarke (M*) - Nicolas Colsaerts (*) - Simon Dyson (*) - Ernie Els (*) - Gonzalo Fernández-Castaño (*) - Kenneth Ferrie (*) - Oliver Fisher (*) - Retief Goosen (^) - Branden Grace (*) | - Pádraig Harrington (^) - Michael Hoey (**) - David Horsey (*) - Raphaël Jacquelin (*) - Miguel Ángel Jiménez (^) - Robert Karlsson (^) - Pablo Larrazábal (*) - Paul Lawrie (*) - Thomas Levet (*) - Tom Lewis (*) - Joost Luiten (*) - Matteo Manassero (*) | - Pablo Martin (*) - Colin Montgomerie (^) - Garth Mulroy (*) - Alexander Norén (**) - José María Olazabal (^) - Louis Oosthuizen (*) - Hennie Otto (*) - Robert Rock (*) - Charl Schwartzel (**) - Lee Slattery (*) - Matthew Zions (*) |

(*)  = Aantal gewonnen toernooien op de Europese Tour van 2011
 (^) = Meer dan 10 toernooien gewonnen 
 (M) - Winnaar van een Major in 2011